# Alvastra
Alvastra (uttal (fil)) är en ort i Ödeshögs kommun i Östergötland, Östergötlands län.

## Beskrivning
Orten är belägen vid södra foten av Omberg och landskapet domineras av åkerbruk på den bördiga Östgötaslätten.

## Historik
På ett antal platser i Alvastra har arkeologiska utgrävningar förekommit. Alvastra har varit bebott sedan stenåldern, vilket Alvastra pålbyggnad vittnar om. Under vikingatiden fanns en större hallbyggnad där sedermera Alvastra kungsgård byggdes. Under medeltiden dominerades trakten av Alvastra kloster. Efter reformationen stängde klostret och idag återstår endast en ruin på platsen. De så kallade Sverkersgården och Sverkerskapellet är ruiner efter medeltida byggnader som i senare skede fått namn efter Sveriges kung Sverker den äldre, som mördades i närheten av Alvastra år 1156.
År 1888 stod järnvägen mellan Ödeshög och Vadstena klar och i samband med detta uppfördes Ombergs turisthotell 1892. Hotellet brann 1912, men återuppbyggdes och invigdes två år senare. Järnvägens stationsbyggnad med väntsal och expedition lades öster om klosterruinen, invid dagens riksväg 50. Järnvägen lades ner 1958.
1910 lät författaren Ellen Key bygga sig ett hem vid Strand på Ombergs sydsluttning.

### Namnet
Den äldsta kända namnformen för klostret är (in) Alvastro från 1208. Namnet innehåller ett fornsvenskt *vazter ’fiskeplats’. Förleden är att sammanhålla med förleden i Ål(e)bäcken, namnet på en bäck som genom Alvastra rinner ut i Vättern. Al-/Ål- innehåller sannolikt en motsvarighet till fvn. áll ’ränna’, med syftning på den djupt nerskurna bäckfåran. Tidigare publicerade tolkningar utgår från att namnet är en sammansättning av trädnamnet al och det fornsvenska ordet vastr (plural vastra, vastrar), som hör samman med verbet vada, och syftar på albevuxna vadställen över Dags mosses södra utlöpare eller att al står för en religiös byggnad och att Alvastra betyder "kulthuset vid vadställena".

## Galleri

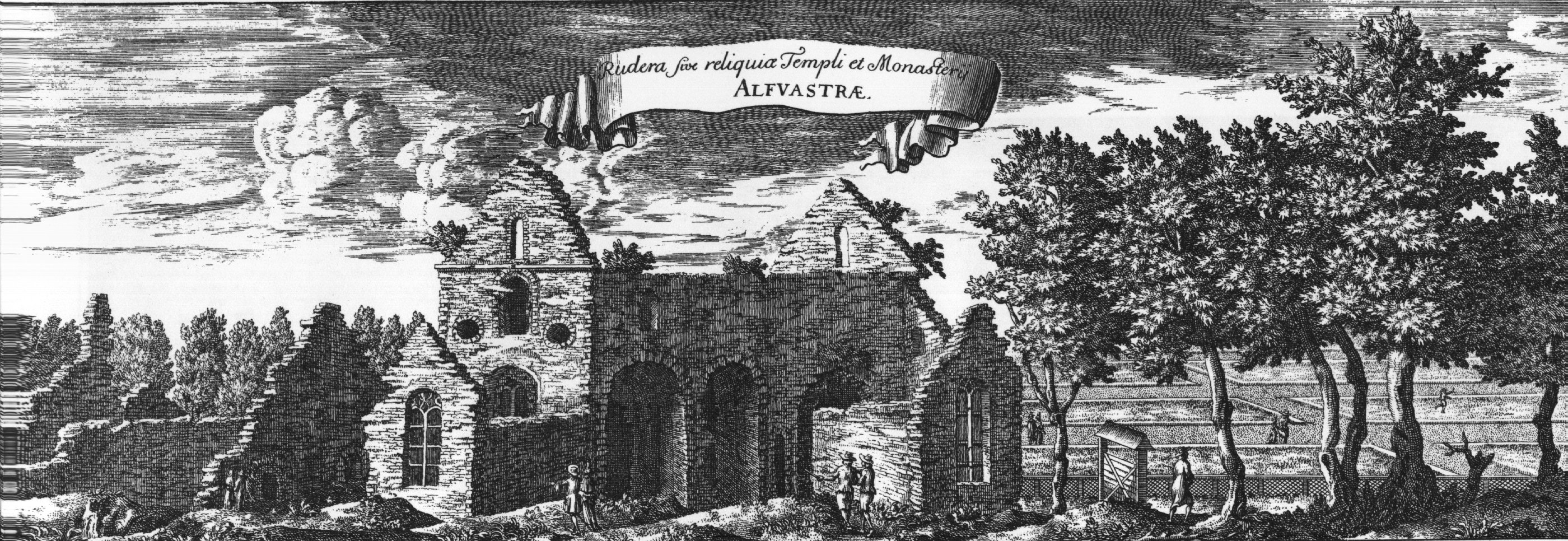
Alvastra kloster avbildat i Suecia Antiqua et Hodierna ca 1700.
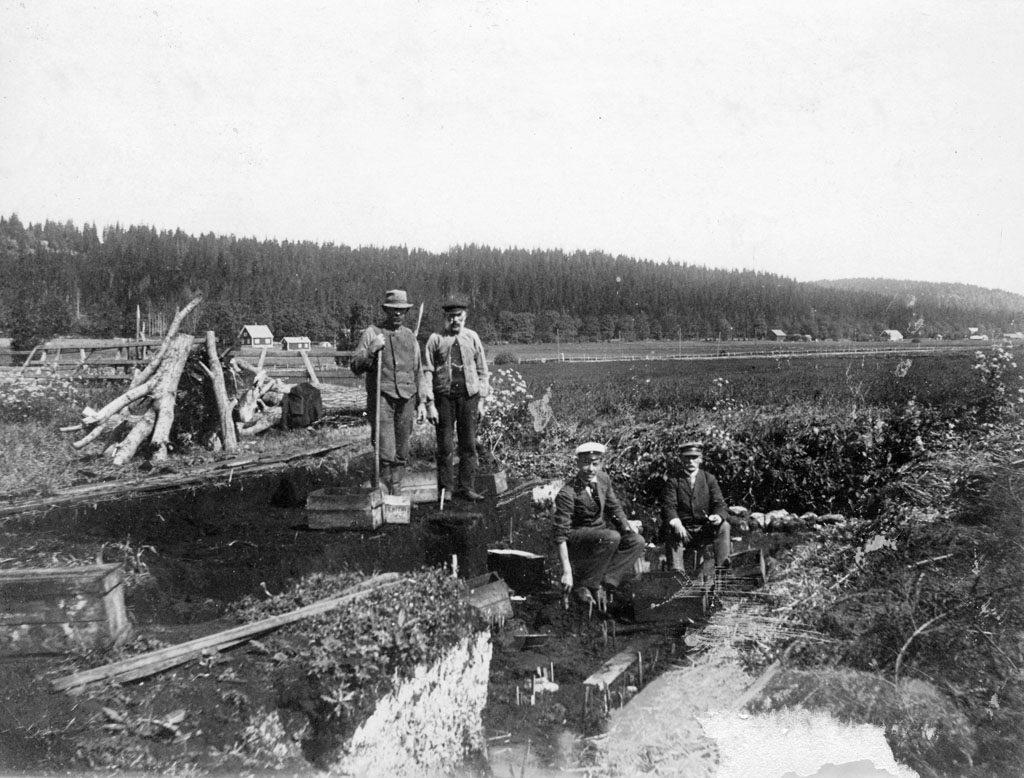
Utgrävningar vid Alvastra pålbyggnad ca 1914.
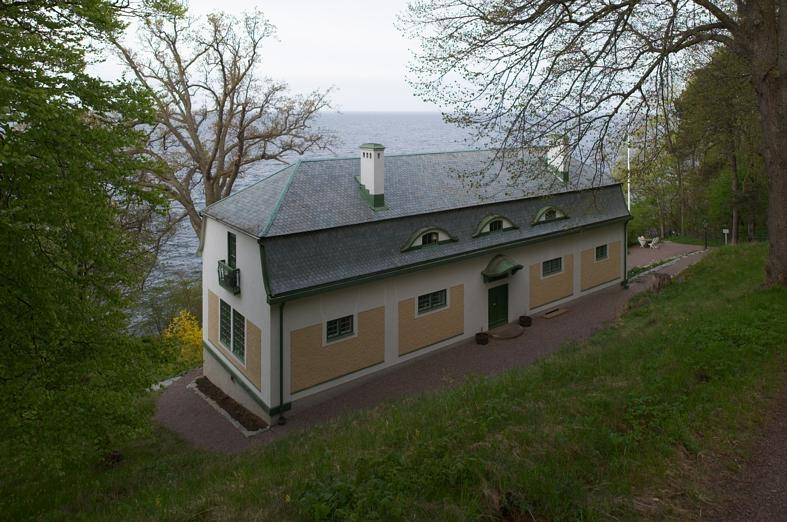
Ellen Keys Strand på Ombergs sluttning.
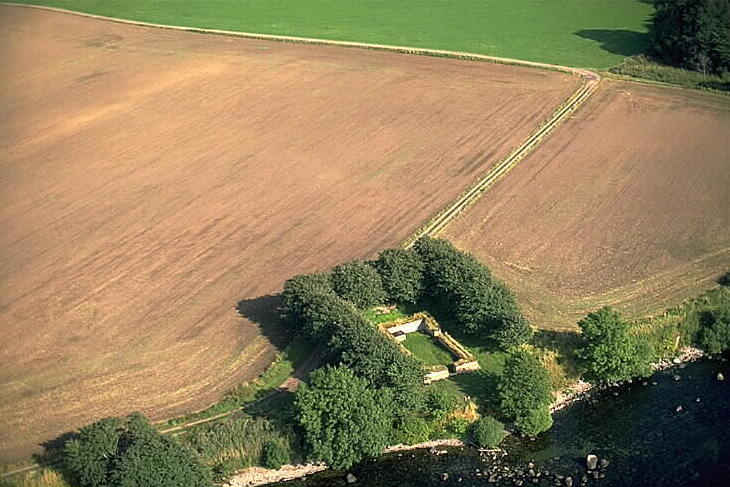
Flygfoto över Sverkerskapellet.

## Fotnoter
1. ↑  Ombergs turisthotell, historia
2. ↑  Banvakt.se om Alvastra
3. ↑   Svenskt ortnamnslexikon (Andra reviderade upplagan). 2016. ISBN 978-91-86959-32-6. OCLC 962181095. https://www.worldcat.org/oclc/962181095. Läst 13 april 2023
4. ↑  Hans Browall (2003) Det forntida Alvastra, Stockholm: Statens Historiska Museum, sid. 11
5. ↑  Hans Browall (2003) Det forntida Alvastra, Stockholm: Statens Historiska Museum, sid. 108